# Фалькович, Савелий Еремеевич
Савелий Еремеевич Фалькович (1920, Краснодар — 2010, Харьков) — доктор технических наук, профессор, академик Международной академии наук прикладной радиоэлектроники. Один из основоположников современной статистической теории пространственно-временной обработки сигналов в радиотехнических системах. Лауреат Государственной премии СССР (1988).

## Биография
Родился 13 февраля 1920 года в Краснодаре. После окончания с отличием средней школы в 1937 году он переезжает в Москву и поступает в Московский энергетический институт.
22 июня 1941 года он записывается добровольцем на фронт. Однако по приказу Министерства обороны вместе с группой студентов МЭИ, успешно окончивших 4-курс, был призван в ряды Красной армии и направлен на учебу в Ленинградскую военную воздушную академию им. А. Ф. Можайского (ЛВВА).
В 1943 году находится в действующей армии в качестве заместителя штурмана авиаполка по радионавигации.
После окончания войны поступает в адъюнктуру ЛВВА и успешно защищает в 1949 году кандидатскую диссертацию.
Получив направление в Харьковское высшее авиационное инженерное военное училище, возглавляет кафедру приемных устройств и телеметрии.
По существу с приходом С. Е. Фальковича не только на кафедре, но и на факультете начались фундаментальные научные исследования, начала
функционировать аспирантура, стала формироваться известная впоследствии научная школа.
В 1961 году защищает докторскую диссертацию. Материалы этой диссертации нашли отражение в монографии «Прием радиолокационных сигналов на фоне флуктуационных помех», весьма известной широкому кругу специалистов в области радиолокации и имеющей по настоящее время большую значимость и актуальность.
В середине пятидесятых годов его научные интересы распространяются в область создания статистической теории пространственно-временных измерительных радиотехнических систем, и, прежде всего, систем радиолокации, радионавигации, дистанционного зондирования, траекторных измерений, радиотеплолокации, радиоастрономии и радиотелеметрии.
В 1968 году после демобилизации переходит на работу в Харьковский авиационный институт заведующим кафедрой радиотехнических систем, где под его руководством формируется научная школа пространственно-временной обработки сигналов.
В его работах и работах его учеников получает развитие статистическая теория решений, оценивания и фильтрации электромагнитных полей — функций времени и пространственных координат, являющихся первичными источниками информации. Оптимизация радиотехнических систем и их синтез осуществлялись на основе системного подхода, заключающегося в том, что структуры систем и соответствующие алгоритмы формирования сигналов и их обработки синтезировались в целом по заданным критериям качества.
Один из тех учёных, кто внёс существенный вклад в Теорию оценки параметров сигналов В. А. Котельникова: выполнил важные исследования возможностей измерения угловых координат объектов по методу сканирования диаграммы направленности антенны радиолокатора.
В 1970 году в издательстве «Советское радио» выходит монография «Оценка параметров сигналов», ставшая настольной книгой многих специалистов всей страны.
Сын — доктор физико-математических наук Игорь Савельевич Фалькович (род. 1952), главный научный сотрудник Радиоастрономического института НАН Украины.

## Труды
Автор более 200 научных работ и шести монографий, оказавших основополагающее влияние на развитие статистической теории радиотехнических систем.
Некоторые работы:
- Оценка параметров сигнала. Москва: Издательство «Советское радио», 1970
- Чувствительность радиоприемных устройств с транзисторными усилителями. Авторы: С. Е. Фалькович, З. Н. Музыка. Москва: Издательство «Энергия», 1970

Под его руководством успешно защищены более 10 докторских и 50 кандидатских диссертаций.

## Награды и признание
Научные достижения профессора С. Е. Фальковича отмечены присуждением ему в 1988 году Государственной премии СССР «За цикл работ по статистической теории радиоэлектронных систем».